# Az AFC Ajax 2020–2021-es szezonja
A 2020-2021-es szezon az AFC Ajax 65. szezonja volt az Eredivisie-ben, a holland labdarúgás legmagasabb osztályában. Az amszterdami csapat még mindig az elejétől kezdve jelen van az első osztályban.
Eddig általában mindig már július-augusztus folyamán megkezdték a szezont de idén a csapat – tétmérkőzéseit magába foglaló – szezonja csupán szeptemberben fog elkezdődni mivel Mark Rutte holland miniszterelnök bejelentette még tavasszal, hogy szeptember 1-ig tilos tétmérkőzést játszani Hollandiában. Mindez a tavaszi koronavírus-járvány miatt történt.
Az Ajax csapata ebben a szezonban eredetileg a Play off-ban kezdte volna meg az idei Bajnokok Ligáját. De mivel az Eredivisie a 2018/19-es szezont a 11. helyen zárta az UEFA-ranglistán és a tavalyi BL-t olyan csapat nyerte aki eredetileg is bejutott az idei BL-be a bajnokságból, így az Ajax is bejutott selejtezők nélkül a csoportkörbe.
Az idei szezonban uralkodott az Ajax a bajnokságban és a kupában is. Nagy fölénnyel nyerte meg az idei szezont és szerezte meg története 35. bajnoki címét. A kupához csak a második fordulóban csatlakoztak, mivel a nemzetközi porondon is képviselték hazájukat. Az idei sorozatban mind az 5 mérkőzését megnyerte a csapat a rendes játékidőben úgy, hogy minden alkalommal Eredivisie-ellenfél ellen léptek pályára. Így történetük során a 20. alkalommal hódították el a kupát.
A Bajnokok Ligája csoportkörében csupán a 3. helyen végeztek, így tavasszal az Európa Ligában léptek pályára. Ott egészen a negyeddöntőig jutottak el. Nagyon sok pontot szereztek idén is a nemzetközi porondon. Az évet az UEFA-ranglista 17. helyén zárták ami csapaton belüli rekordnak számít. Amióta létezik a ranglista, ilyen magasan még sohasem végeztek egy szezonban sem.
Az AFC Ajax csapata idén is minden hazai mérkőzését a stadionjában, a Johan Cruijff Arenaban játszotta le.
A koronavírus-járvány hatása erre a szezonra:
- A járvány miatt Európában majdnem minden bajnokság később kezdődött el a megszokottnál, ezért az UEFA a nyári átigazolási időszakot meghosszabbította egészen október 5-ig.
- A bajnokságot úgy kezdték, hogy korlátozott számú néző látogathat ki a mérkőzésekre.
- Szeptember végén Mark Rutte miniszterelnök szigorítást vezetett be a járvány 2. hulláma miatt. Minden labdarúgó mérkőzést határozatlan ideig zárt kapuk mögött kell játszani.[2] Végül úgy alakult, hogy októbertől a szezon hátralevő részét zárt kapuk mögött játszották le. Csupán április végén, a 30. fordulóban engedélyezték, hogy tesztelés képpen korlátozott számú néző látogathasson ki azon forduló mérkőzéseire.

## Csapat

### Csapatmezek
Ebben a szezonban egy 3. számú mezt is viselni fog a csapat amit az első, 1971-es BEK-győzelem 50. évfordulójára készítettek. Ezt a mezt a nemzetközi kupákban lejátszott idegenbeli mérkőzéseken viselte a csapat.
Gyártó: Adidas /
Mezszponzor: Ziggo
| Hazai | Vendég | 50. évfordulós |

### Játékoskeret
Íme az Ajax játékoskerete a szezonban. Ezen a listán a csapat azon játékosai szerepelnek akik legalább 1 tétmérkőzésen pályára léptek. Akik csupán a barátságos mérkőzéseken jutottak szerephez, ők nem szerepelnek a listán. Ilyenek leginkább azok akik már a szezon első tétmérkőzése előtt eligazoltak, vagy azok a fiatalok akik a szezon közben még a fiatalcsapatokban játszottak.
A játékosok nevei után a szezonban lejátszott tétmérkőzések és a szerzett gólok számai szerepelnek.
| Mez           | Ország                     | Név                         | Pozíció   | Bajnokság | Bajnokság | Kupa     | Kupa    | Szuperkupa* | Szuperkupa* | Európa   | Európa  | Összesen | Összesen | Szerződés vége            | Szezon  |         |         |         |         |
| Mez           | Ország                     | Név                         | Pozíció   | Mérkőzés  | Gólok     | Mérkőzés | Gólok   | Mérkőzés    | Gólok       | Mérkőzés | Gólok   | Mérkőzés | Gólok    | Szerződés vége            | Szezon  |         |         |         |         |
| KAPUSOK       | KAPUSOK                    | KAPUSOK                     | KAPUSOK   | KAPUSOK   | KAPUSOK   | KAPUSOK  | KAPUSOK | KAPUSOK     | KAPUSOK     | KAPUSOK  | KAPUSOK | KAPUSOK  | KAPUSOK  | KAPUSOK                   | KAPUSOK | KAPUSOK | KAPUSOK | KAPUSOK | KAPUSOK |
| ------------- | -------------------------- | --------------------------- | --------- | --------- | --------- | -------- | ------- | ----------- | ----------- | -------- | ------- | -------- | -------- | ------------------------- | ------- | ------- | ------- | ------- | ------- |
| 1             | holland                    | Maarten Stekelenburg        | K         | 12        | 0         | 4        | 0       | -           | -           | 5        | 0       | 21       | 0        | 2021                      | 10.     |         |         |         |         |
| 16            | holland                    | Kjell Scherpen              | K         | 2         | 0         | 1        | 0       | -           | -           | 1        | 0       | 4        | 0        | 2023                      | 2.      |         |         |         |         |
| 24            | kamerun                    | André Onana                 | K         | 20        | 0         | 0        | 0       | -           | -           | 6        | 0       | 26       | 0        | 2022                      | 5.      |         |         |         |         |
| VÉDŐK         |                            |                             |           |           |           |          |         |             |             |          |         |          |          |                           |         |         |         |         |         |
| 2             | holland                    | Jurriën Timber              | KH / JH   | 20        | 1         | 4        | 0       | -           | -           | 6        | 0       | 30       | 1        | 2024                      | 2.      |         |         |         |         |
| 3             | holland                    | Perr Schuurs                | KH        | 27        | 1         | 4        | 0       | -           | -           | 10       | 0       | 41       | 1        | 2025                      | 3.      |         |         |         |         |
| 4             | mexikó                     | Edson Álvarez               | KH / VKP  | 24        | 2         | 5        | 0       | -           | -           | 10       | 0       | 39       | 2        | 2024                      | 2.      |         |         |         |         |
| 5             | holland                    | Sean Klaiber                | JH        | 15        | 0         | 1        | 0       | -           | -           | 6        | 0       | 22       | 0        | 2023                      | 1.      |         |         |         |         |
| 12            | holland · marokkó          | Noussair Mazraoui           | JH / TKP  | 19        | 0         | 1        | 0       | -           | -           | 6        | 1       | 26       | 1        | 2022                      | 4.      |         |         |         |         |
| 15            | holland                    | Devyne Rensch               | JH / BH   | 18        | 3         | 4        | 0       | -           | -           | 5        | 0       | 27       | 3        | 2023                      | 1.      |         |         |         |         |
| 17            | holland                    | Daley Blind                 | KH / VKP  | 23        | 1         | 3        | 0       | -           | -           | 8        | 0       | 34       | 1        | 2022                      | 9.      |         |         |         |         |
| 21            | argentína                  | Lisandro Martínez           | BH / VKP  | 26        | 3         | 5        | 0       | -           | -           | 11       | 0       | 42       | 3        | 2024                      | 2.      |         |         |         |         |
| 31            | argentína                  | Nicolás Tagliafico          | BH        | 25        | 1         | 4        | 0       | -           | -           | 11       | 0       | 40       | 1        | 2022                      | 4.      |         |         |         |         |
|               | holland · Egyesült Államok | Sergiño Dest                | JH / BH   | 3         | 0         | 0        | 0       | -           | -           | 0        | 0       | 3        | 0        | Októberben eligazolt      | 2.      |         |         |         |         |
| KÖZÉPPÁLYÁSOK |                            |                             |           |           |           |          |         |             |             |          |         |          |          |                           |         |         |         |         |         |
| 6             | holland                    | Davy Klaassen               | TKP       | 29        | 12        | 5        | 1       | -           | -           | 12       | 3       | 46       | 16       | 2024                      | 7.      |         |         |         |         |
| 8             | holland                    | Ryan Gravenberch            | TKP       | 32        | 3         | 4        | 1       | -           | -           | 11       | 1       | 47       | 5        | 2023                      | 3.      |         |         |         |         |
| 10            | szerb                      | Dušan Tadić                 | TKP / KCS | 34        | 14        | 5        | 3       | -           | -           | 12       | 5       | 51       | 22       | 2023                      | 3.      |         |         |         |         |
| 18            | holland                    | Jurgen Ekkelenkamp          | TKP       | 15        | 3         | 4        | 0       | -           | -           | 4        | 0       | 23       | 3        | 2022                      | 4.      |         |         |         |         |
| 19            | marokkó                    | Zakaria Labyad              | TKP       | 22        | 5         | 2        | 3       | -           | -           | 5        | 0       | 29       | 8        | 2022                      | 3.      |         |         |         |         |
| 20            | ghána                      | Mohammed Kudus              | TKP / SZT | 17        | 4         | 1        | 0       | -           | -           | 4        | 0       | 22       | 4        | 2025                      | 1.      |         |         |         |         |
| 25            | holland                    | Kenneth Taylor              | VKP       | 3         | 0         | 0        | 0       | -           | -           | 0        | 0       | 3        | 0        | 2023                      | 1.      |         |         |         |         |
| TÁMADÓK       |                            |                             |           |           |           |          |         |             |             |          |         |          |          |                           |         |         |         |         |         |
| 7             | brazil                     | David Neres                 | SZT       | 25        | 3         | 4        | 2       | -           | -           | 10       | 3       | 39       | 8        | 2023                      | 5.      |         |         |         |         |
| 9             | marokkó                    | Úszama Idríszi (kölcsönben) | SZT       | 7         | 0         | 1        | 0       | -           | -           | 6        | 0       | 14       | 0        | 2021                      | 1.      |         |         |         |         |
| 22            | elefántcsontpart           | Sébastien Haller            | KCS       | 19        | 11        | 4        | 2       | -           | -           | 0        | 0       | 23       | 13       | 2025                      | 1.      |         |         |         |         |
| 23            | Burkina Faso               | Lassina Traoré              | KCS       | 12        | 7         | 0        | 0       | -           | -           | 6        | 1       | 18       | 8        | 2022                      | 3.      |         |         |         |         |
| 30            | holland                    | Brian Brobbey               | KCS       | 12        | 3         | 0        | 0       | -           | -           | 7        | 3       | 19       | 6        | 2021                      | 1.      |         |         |         |         |
| 39            | brazil                     | Antony                      | SZT       | 32        | 9         | 4        | 0       | -           | -           | 10       | 1       | 46       | 10       | 2025                      | 1.      |         |         |         |         |
|               | holland                    | Noa Lang                    | SZT       | 1         | 0         | 0        | 0       | -           | -           | 0        | 0       | 1        | 0        | Októberben kölcsönbe ment | 3.      |         |         |         |         |
|               | holland                    | Klaas-Jan Huntelaar         | KCS       | 11        | 7         | 0        | 0       | -           | -           | 3        | 0       | 14       | 7        | Januárban eligazolt       | 8.      |         |         |         |         |
|               | dánia                      | Victor Jensen               | SZT       | 1         | 0         | 0        | 0       | -           | -           | 0        | 0       | 1        | 0        | Februárban kölcsönbe ment | 1.      |         |         |         |         |
|               | holland                    | Quincy Promes               | SZT / TKP | 19        | 6         | 1        | 0       | -           | -           | 5        | 0       | 25       | 6        | Februárban eligazolt      | 2.      |         |         |         |         |

* 2020 nyarán nem rendezték meg a holland Szuperkupát mivel koronavírus-járvány miatt sem a bajnokságot, sem a kupát nem fejezték be a 2019/20-as szezonban.

### Vezetők
| Poszt            | Személy           |
| ---------------- | ----------------- |
| Csapat elnöke    | Hennie Henrichs   |
| Vezetőedző       | Erik ten Hag      |
| Segédedzők       | Michael Reiziger  |
| Segédedzők       | Christian Poulsen |
| Segédedzők       | Winston Bogarde   |
| Edzői stáb tagja | Richard Witschge  |
| Kapusedző        | Anton Scheutjens  |

## Érkező és távozó játékosok

### Érkezők
Íme azon új játékosok listája akiket az Ajax még a nyáron vagy már télen szerződtetett le vagy vett kölcsönbe.
| LEIGAZOLT JÁTÉKOSOK  | LEIGAZOLT JÁTÉKOSOK | LEIGAZOLT JÁTÉKOSOK | LEIGAZOLT JÁTÉKOSOK | LEIGAZOLT JÁTÉKOSOK |
| Játékos neve         | Pozíció             | Dátum               | Előző klub          | Összeg              |
| -------------------- | ------------------- | ------------------- | ------------------- | ------------------- |
| Antony               | támadó              | 2020. július        | São Paulo FC        | 15,75 millió €      |
| Mohammed Kudus       | támadó              | 2020. július        | FC Nordsjælland     | 9 millió €          |
| Maarten Stekelenburg | kapus               | 2020. július        | Everton FC          | ingyen              |
| Sean Klaiber         | hátvéd              | 2020. október       | FC Utrecht          | 5 millió €          |
| Davy Klaassen        | középpályás         | 2020. október       | Werder Bremen       | 11 millió €         |
| Sébastien Haller     | támadó              | 2021. január        | West Ham United     | 22,5 millió €       |
| ÖSSZESEN:            | ÖSSZESEN:           | ÖSSZESEN:           | ÖSSZESEN:           | 63,25 millió €      |

| KÖLCSÖNBE ÉRKEZETT JÁTÉKOSOK | KÖLCSÖNBE ÉRKEZETT JÁTÉKOSOK | KÖLCSÖNBE ÉRKEZETT JÁTÉKOSOK | KÖLCSÖNBE ÉRKEZETT JÁTÉKOSOK | KÖLCSÖNBE ÉRKEZETT JÁTÉKOSOK |
| Játékos neve                 | Pozíció                      | Eredeti klub                 | Kölcsönidőszak vége          |                              |
| ---------------------------- | ---------------------------- | ---------------------------- | ---------------------------- | ---------------------------- |
| Úszama Idríszi               | támadó                       | Sevilla FC                   | 2021. június 30.             |                              |

### Távozók
Íme a csapat azon játékosai, akik legnagyobb részben már szerepeltek az elsőcsapatban, de a nyáron vagy télen más csapathoz igazoltak, és azok a játékosok, akiket kölcsönadtak más csapatoknak. A kölcsönbe ment játékosok közül általában mindenki a szezon végéig marad a másik csapatban.
| ELIGAZOLT JÁTÉKOSOK | ELIGAZOLT JÁTÉKOSOK | ELIGAZOLT JÁTÉKOSOK | ELIGAZOLT JÁTÉKOSOK       | ELIGAZOLT JÁTÉKOSOK |
| Játékos neve        | Pozíció             | Dátum               | Következő klub            | Összeg              |
| ------------------- | ------------------- | ------------------- | ------------------------- | ------------------- |
| Hakím Zíjes         | középpályás         | 2020 július         | Chelsea FC                | 40 millió €         |
| Sven Botman         | hátvéd              | 2020 július         | Lille OSC                 | 8 millió €          |
| Joël Veltman        | hátvéd              | 2020 július         | Brighton & Hove Albion FC | 1 millió €          |
| Donny van de Beek   | középpályás         | 2020 augusztus      | Manchester United         | 39 millió €         |
| Răzvan Marin        | középpályás         | 2020 augusztus      | Cagliari Calcio           | 10 millió €         |
| Sergiño Dest        | hátvéd              | 2020 október        | FC Barcelona              | 21,23 millió €      |
| Klaas-Jan Huntelaar | támadó              | 2021 január         | Schalke 04                | ingyen              |
| Quincy Promes       | támadó              | 2021 február        | Szpartak Moszkva          | 8,5 millió €        |
| ÖSSZESEN:           | ÖSSZESEN:           | ÖSSZESEN:           | ÖSSZESEN:                 | 127,73 millió €     |

| KÖLCSÖNBE ADOTT JÁTÉKOSOK | KÖLCSÖNBE ADOTT JÁTÉKOSOK | KÖLCSÖNBE ADOTT JÁTÉKOSOK | KÖLCSÖNBE ADOTT JÁTÉKOSOK | KÖLCSÖNBE ADOTT JÁTÉKOSOK |
| Játékos neve              | Pozíció                   | Jelenlegi klub            | Kölcsönidőszak vége       |                           |
| ------------------------- | ------------------------- | ------------------------- | ------------------------- | ------------------------- |
| Kik Pierie                | hátvéd                    | FC Twente                 | 2021 július               |                           |
| Danilo                    | támadó                    | FC Twente                 | 2021 július               |                           |
| Lisandro Magallán         | hátvéd                    | FC Crotone                | 2021 július               |                           |
| Carel Eiting              | középpályás               | Huddersfield Town FC      | 2021. június 30.          |                           |
| Noa Lang                  | támadó                    | Club Brugge               | 2021. június 30.          |                           |
| Victor Jensen             | támadó                    | FC Nordsjælland           | 2021. június 30.          |                           |

## Felkészülési mérkőzések

### Nyári felkészülés
| 2020. augusztus 8. 18:45 |

| AFC Ajax                                                                             | 6 – 1               | RKC Waalwijk          |
| ------------------------------------------------------------------------------------ | ------------------- | --------------------- |
| Lassina Traoré 20' Klaas-Jan Huntelaar 47' 93' Jurgen Ekkelenkamp 52' Antony 61' 91' | (2 – 0) Jegyzőkönyv | Teun van Grunsven 78' |

| Johan Cruijff Arena, Amszterdam Nézőszám: zártkapus |

| 2020. augusztus 18. 18:45 |

| AFC Ajax                                                        | 5 – 1               | FC Utrecht          |
| --------------------------------------------------------------- | ------------------- | ------------------- |
| Zakaria Labyad 4' 41' 45+4' Noa Lang 21' Nicolás Tagliafico 35' | (5 – 0) Jegyzőkönyv | Othman Boussaid 73' |

| Johan Cruijff Arena, Amszterdam Nézőszám: 2.500 |

| 2020. augusztus 18. 18:00 |

| Wolfsberger AC | 0 – 2               | AFC Ajax                              |
| -------------- | ------------------- | ------------------------------------- |
|                | (0 – 1) Jegyzőkönyv | Quincy Promes 3' Ryan Gravenberch 52' |

| Saalfelden Arena, Saalfelden Nézőszám: zártkapus |

| 2020. augusztus 22. 16:00 |

| Red Bull Salzburg         | 1 – 4               | AFC Ajax                                                               |
| ------------------------- | ------------------- | ---------------------------------------------------------------------- |
| Sékou Koïta 9' (11-esből) | (1 – 2) Jegyzőkönyv | Ryan Gravenberch 2' Antony 18' Donny van de Beek 67' Devyne Rensch 82' |

| Stadion Wals-Siezenheim, Wals-Siezenheim |

| 2020. augusztus 8. 18:45 |

| AFC Ajax                                                                      | 5 – 2               | Holstein Kiel                   |
| ----------------------------------------------------------------------------- | ------------------- | ------------------------------- |
| Lassina Traoré 3' (11-esből) 34' Devyne Rensch 25' Jurgen Ekkelenkamp 44' 59' | (4 – 0) Jegyzőkönyv | Janni Serra 71' Fin Bartels 88' |

| De Toekomst, Amszterdam |

| 2020. augusztus 25. 19:00 |

| AFC Ajax           | 1 – 0               | Hertha BSC |
| ------------------ | ------------------- | ---------- |
| Zakaria Labyad 12' | (1 – 0) Jegyzőkönyv |            |

| Johan Cruijff Arena, Amszterdam Nézőszám: 6.000 |

| 2020. augusztus 29. 19:00 |

| AFC Ajax                            | 2 – 1               | Eintracht Frankfurt |
| ----------------------------------- | ------------------- | ------------------- |
| Quincy Promes 4' Mohammed Kudus 47' | (1 – 0) Jegyzőkönyv | Andre Silva 51'     |

| Johan Cruijff Arena, Amszterdam |

| 2020. augusztus 30. 13:00 |

| AFC Ajax                                | 2 – 2               | Union Berlin                            |
| --------------------------------------- | ------------------- | --------------------------------------- |
| Carel Eiting 27' Jurgen Ekkelenkamp 69' | (1 – 0) Jegyzőkönyv | Marcus Ingvartsen 48' Marius Bülter 57' |

| Johan Cruijff Arena, Amszterdam |

| 2020. szeptember 5. 14:00 |

| AFC Ajax                      | 1 – 0               | FC Augsburg |
| ----------------------------- | ------------------- | ----------- |
| Zakaria Labyad 19' (11-esből) | (1 – 0) Jegyzőkönyv |             |

| De Toekomst, Amszterdam |

### Téli felkészülés
Ebben a szezonban a zsúfolt bajnokság miatt rövidebb volt a téli szünet, így nem játszottak télen felkészülési mérkőzést.

## Tétmérkőzések

### Eredivisie
| 1. forduló 2020. szeptember 13. 14:30 |

| Sparta Rotterdam            | 0 – 1               | AFC Ajax                                                                               |
| --------------------------- | ------------------- | -------------------------------------------------------------------------------------- |
| Michaël Heylen 54' Mica 57' | (0 – 1) Jegyzőkönyv | Antony 38' Ryan Gravenberch 17' Nicolás Tagliafico 29′ Daley Blind 29' André Onana 86' |

| Het Kasteel, Rotterdam Nézőszám: 3.934 Játékvezető: Jochem Kamphuis |

| 2. forduló 2020. szeptember 20. 16:45 |

| AFC Ajax                                                                    | 3 – 0               | RKC Waalwijk     |
| --------------------------------------------------------------------------- | ------------------- | ---------------- |
| Dušan Tadić 10' Zakaria Labyad 34' Lisandro Martinez 73' Mohammed Kudus 29' | (2 – 0) Jegyzőkönyv | Luuk Wouters 68′ |

| Johan Cruijff Arena, Amszterdam Nézőszám: 11.948 Játékvezető: Bas Nijhuis |

| 3. forduló 2020. szeptember 26. 21:00 |

| AFC Ajax                                                                                               | 2 – 1               | Vitesse Arnhem                                                                                  |
| --- | ------------------- | ----------------------------------------------------------------------------------------------- |
| Quincy Promes 21' Antony 70' Perr Schuurs 10' Edson Álvarez 44′ Daley Blind 45' Nicolás Tagliafico 89' | (1 – 0) Jegyzőkönyv | Riechedly Bazoer 56' Thomas Bruns 35' Tomáš Hajek 45' Maximilian Wittek 81' Oussama Tannane 82' |

| Johan Cruijff Arena, Amszterdam Nézőszám: 12.176 Játékvezető: Pol van Boekel |

| 4. forduló 2020. október 4. 12:15 |

| FC Groningen   | 1 – 0               | AFC Ajax             |
| -------------- | ------------------- | -------------------- |
| Remco Balk 49' | (0 – 0) Jegyzőkönyv | Ryan Gravenberch 60' |

| Euroborg, Groningen Nézőszám: Zártkapus mérkőzés Játékvezető: Dennis Higler |

| 5. forduló 2020. október 18. 14:30 |

| AFC Ajax | 5 – 1               | SC Heerenveen                                              |
| --- | ------------------- | ---------------------------------------------------------- |
| Dušan Tadić 4' 28' (11-esből) Mohammed Kudus 35' Davy Klaassen 72' (11-esből) Antony 87' Lisandro Martinez 84' | (3 – 0) Jegyzőkönyv | Henk Veerman 66' Rodney Kongolo 72' Jan Paul van Hecke 74' |

| Johan Cruijff Arena, Amszterdam Nézőszám: Zártkapus mérkőzés Játékvezető: Björn Kuipers |

| 6. forduló 2020. október 24. 16:30 |

| VVV-Venlo                    | 0 – 13              | AFC Ajax |
| ---------------------------- | ------------------- | --- |
| Danny Post 18' Chris Kum 52′ | (0 – 4) Jegyzőkönyv | Jurgen Ekkelenkamp 12' 57' Lassina Traoré 17' 32' 54' 65' 87' Dušan Tadić 45' Antony 55' Daley Blind 59' Klaas-Jan Huntelaar 74' (11-esből) 76' Lisandro Martinez 79' |

| De Koel, Venlo Nézőszám: Zártkapus mérkőzés Játékvezető: Danny Makkelie |

| 7. forduló 2020. október 31. 20:00 |

| AFC Ajax | 5 – 2               | Fortuna Sittard                      |
| --- | ------------------- | ------------------------------------ |
| Davy Klaassen 32' 45' Brian Brobbey 74' Dušan Tadić 88' (11-esből) Quincy Promes 90+5' (11-esből) Davy Klaassen | (2 – 1) Jegyzőkönyv | George Cox 7' 90+6' Martin Angha 85' |

| Johan Cruijff Arena, Amszterdam Nézőszám: Zártkapus mérkőzés Játékvezető: Siemen Mulder |

| 8. forduló 2020. november 8. 12:15 |

| FC Utrecht | 0 – 3               | AFC Ajax                                                           |
| ---------- | ------------------- | ------------------------------------------------------------------ |
|            | (0 – 0) Jegyzőkönyv | Davy Klaassen 62' Dušan Tadić 71' (11-esből) 74' Quincy Promes 91' |

| Stadion Galgenwaard, Utrecht Nézőszám: Zártkapus mérkőzés Játékvezető: Björn Kuipers |

| 9. forduló 2020. november 22. 12:15 |

| AFC Ajax                                                                 | 5 – 0               | Heracles Almelo                                   |
| ------------------------------------------------------------------------ | ------------------- | ------------------------------------------------- |
| Lassina Traoré 6' David Neres 29' Zakaria Labyad 36' 77' Dušan Tadić 57' | (3 – 0) Jegyzőkönyv | Lucas Schoofs 8' Rai Vloet 39' Teun Bijleveld 72' |

| Johan Cruijff Arena, Amszterdam Nézőszám: Zártkapus mérkőzés Játékvezető: Jeroen Manschot |

| 10. forduló 2020. november 28. 18:45 |

| FC Emmen | 0 – 5               | AFC Ajax |
| -------- | ------------------- | --- |
|          | (0 – 3) Jegyzőkönyv | Davy Klaassen 20' Zakaria Labyad 29' Lassina Traoré 38' Jurgen Ekkelenkamp 69' Quincy Promes 82' Sean Klaiber 79' |

| De Oude Meerdijk, Emmen Nézőszám: Zártkapus mérkőzés Játékvezető: Serdar Gözübüyük |

| 11. forduló 2020. december 5. 20:00 |

| AFC Ajax                                        | 1 – 2               | Twente Enschede       |
| ----------------------------------------------- | ------------------- | --------------------- |
| Dušan Tadić 59' (11-esből) Ryan Gravenberch 83' | (0 – 1) Jegyzőkönyv | Queensy Menig 22' 84' |

| Johan Cruijff Arena, Amszterdam Nézőszám: Zártkapus mérkőzés Játékvezető: Allard Lindhout |

| 12. forduló 2020. december 12. 20:00 |

| AFC Ajax                                                                 | 4 – 0               | PEC Zwolle |
| ------------------------------------------------------------------------ | ------------------- | ---------- |
| Klaas-Jan Huntelaar 7' Quincy Promes 11' Antony 35' Ryan Gravenberch 90' | (3 – 0) Jegyzőkönyv |            |

| Johan Cruijff Arena, Amszterdam Nézőszám: Zártkapus mérkőzés Játékvezető: Pol van Boekel |

| 13. forduló 2020. december 20. 14:30 |

| ADO Den Haag                        | 2 – 4               | AFC Ajax                                                       |
| ----------------------------------- | ------------------- | -------------------------------------------------------------- |
| Michiel Kramer 49' Samy Bourard 70' | (0 – 4) Jegyzőkönyv | Dušan Tadić 20' Klaas-Jan Huntelaar 22' 32' Zakaria Labyad 30' |

| Kyocera Stadion, Hága Nézőszám: Zártkapus mérkőzés Játékvezető: Bas Nijhuis |

| 14. forduló 2021. december 23. 18:45 |

| Willem Tilburg   | 1 – 1               | AFC Ajax      |
| ---------------- | ------------------- | ------------- |
| Kwasi Wriedt 54' | (0 – 1) Jegyzőkönyv | Antony 4' 65' |

| Koning Willem II-stadion, Tilburg Nézőszám: Zártkapus mérkőzés Játékvezető: Jeroen Manschot |

| 15. forduló 2021. január 10. 16:45 |

| AFC Ajax                                       | 2 – 2               | PSV Eindhoven          |
| ---------------------------------------------- | ------------------- | ---------------------- |
| Quincy Promes 40' Antony 65' Davy Klaassen 53' | (1 – 2) Jegyzőkönyv | Eran Zahavi 2' 21' 81' |

| Johan Cruijff Arena, Amszterdam Nézőszám: Zártkapus mérkőzés Játékvezető: Björn Kuipers |

| 16. forduló 2021. január 14. 20:00 |

| Twente Enscede                      | 1 – 3               | AFC Ajax                                        |
| ----------------------------------- | ------------------- | ----------------------------------------------- |
| Julio Pleguezuelo 84' Daan Rots 81' | (0 – 1) Jegyzőkönyv | Sébastien Haller 7' Klaas-Jan Huntelaar 90' 91' |

| De Grolsch Veste, Enschede Nézőszám: Zártkapus mérkőzés Játékvezető: Pol van Boekel |

| 17. forduló 2021. január 17. 16:45 |

| AFC Ajax             | 1 – 0   | Feyenoord |
| -------------------- | ------- | --------- |
| Ryan Gravenberch 22' | (1 – 0) |           |

| Johan Cruijff Arena, Amszterdam Nézőszám: Zártkapus mérkőzés Játékvezető: Danny Makkelie |

| 18. forduló 2021. január 24. 12:15 |

| Fortuna Sittard                                              | 1 – 2               | AFC Ajax                                                                                     |
| ------------------------------------------------------------ | ------------------- | -------------------------------------------------------------------------------------------- |
| Mickaël Tirpan 48' Roel Janssen 90+3' Sebastian Polter 90+3′ | (0 – 1) Jegyzőkönyv | Sebastian Polter 19' (öngól) Sébastien Haller 64' Nicolás Tagliafico 45+2' David Neres 90+5' |

| Fortuna Sittard Stadion, Sittard Nézőszám: Zártkapus mérkőzés Játékvezető: Dennis Higler |

| 19. forduló 2021. január 28. 21:00 |

| AFC Ajax                                                                             | 3 – 1               | Willem Tilburg        |
| ------------------------------------------------------------------------------------ | ------------------- | --------------------- |
| Davy Klaassen 51' Brian Brobbey 83' Dušan Tadić 87' Perr Schuurs 89' Daley Blind 90' | (0 – 0) Jegyzőkönyv | Vangelis Pavlidis 62' |

| Johan Cruijff Arena, Amszterdam Nézőszám: Zártkapus mérkőzés Játékvezető: Siemen Mulder |

| 20. forduló 2021. január 31. 16:45 |

| AZ Alkmaar | 0 – 3               | AFC Ajax                                     |
| ---------- | ------------------- | -------------------------------------------- |
|            | (0 – 1) Jegyzőkönyv | Antony 14' Davy Klaassen 60' David Neres 90' |

| AFAS Stadion, Alkmaar Nézőszám: Zártkapus mérkőzés Játékvezető: Bas Nijhuis |

| 22. forduló 2021. február 13. 18:45 |

| Heracles Almelo       | 0 – 2               | AFC Ajax                                   |
| --------------------- | ------------------- | ------------------------------------------ |
| Giacomo Quagliata 84' | (0 – 1) Jegyzőkönyv | Davy Klaassen 15' Sébastien Haller 79' 66' |

| Polman Stadion, Almelo Nézőszám: Zártkapus mérkőzés Játékvezető: Kevin Blom |

| 23. forduló 2021. február 21. 20:00 |

| AFC Ajax                                                     | 4 – 2               | Sparta Rotterdam                               |
| ------------------------------------------------------------ | ------------------- | ---------------------------------------------- |
| Sébastien Haller 14' 37' Perr Schuurs 45' Mohammed Kudus 50' | (3 – 0) Jegyzőkönyv | Danzell Gravenberch 53' 90' Michaël Heylen 55' |

| Johan Cruijff Arena, Amszterdam Nézőszám: Zártkapus mérkőzés Játékvezető: Jeroen Manschot |

| 24. forduló 2021. február 28. 14:30 |

| PSV Eindhoven                                                                                      | 1 – 1               | AFC Ajax                                       |
| -------------------------------------------------------------------------------------------------- | ------------------- | ---------------------------------------------- |
| Eran Zahavi 39' 86' Olivier Boscagli 54' Donyell Malen 89' Denzel Dumfries 90+1' Jordan Teze 90+4' | (1 – 0) Jegyzőkönyv | Dušan Tadić 90+2' (11-esből) Edson Álvarez 38' |

| Philips Stadion, Eindhoven Nézőszám: Zártkapus mérkőzés Játékvezető: Danny Makkelie |

| 25. forduló 2021. március 7. 12:15 |

| AFC Ajax | 3 – 1               | FC Groningen                              |
| --- | ------------------- | ----------------------------------------- |
| Ryan Gravenberch 6' Sébastien Haller 54' Dušan Tadić 77' (11-esből) Mohammed Kudus 48' Davy Klaassen 83' Dušan Tadić | (1 – 0) Jegyzőkönyv | Ahmed El Messaoudi 84' Mike te Wierik 73' |

| Johan Cruijff Arena, Amszterdam Nézőszám: Zártkapus mérkőzés Játékvezető: Dennis Higler |

| 26. forduló 2021. március 14. 16:45 |

| PEC Zwolle        | 0 – 2               | AFC Ajax                                                    |
| ----------------- | ------------------- | ----------------------------------------------------------- |
| Dean Huiberts 62' | (0 – 2) Jegyzőkönyv | David Neres 28' Nicolás Tagliafico 38' Sébastien Haller 90' |

| Ijsseldelta Stadion, Zwolle Nézőszám: Zártkapus mérkőzés Játékvezető: Pol van Boekel |

| 27. forduló 2021. március 21. 20:00 |

| AFC Ajax                                                                                | 5 – 0               | ADO Den Haag |
| --------------------------------------------------------------------------------------- | ------------------- | ------------ |
| Devyne Rensch 11' Brian Brobbey 21' Edson Álvarez 32' Dušan Tadić 45' Davy Klaassen 50' | (4 – 0) Jegyzőkönyv |              |

| Johan Cruijff Arena, Amszterdam Nézőszám: Zártkapus mérkőzés Játékvezető: Allard Lindhout |

| 28. forduló 2021. április 4. 16:45 |

| SC Heerenveen           | 1 – 2               | AFC Ajax                                                               |
| ----------------------- | ------------------- | ---------------------------------------------------------------------- |
| Mitchell van Bergen 27' | (1 – 1) Jegyzőkönyv | Dušan Tadić 36' (11-esből) Sébastien Haller 61' Nicolás Tagliafico 86' |

| Abe Lenstra Stadion, Heerenveen Nézőszám: Zártkapus mérkőzés Játékvezető: Jochem Kamphuis |

| 29. forduló 2021. április 11. 16:45 |

| RKC Waalwijk | 0 – 1               | AFC Ajax                                                     |
| ------------ | ------------------- | ------------------------------------------------------------ |
|              | (0 – 1) Jegyzőkönyv | Sébastien Haller 15' Edson Álvarez 40' Lisandro Martinez 73' |

| Mandemakers Stadion, Waalwijk Nézőszám: Zártkapus mérkőzés Játékvezető: Bas Nijhuis |

| 21. forduló (Elhalasztott mérkőzés) 2021. április 22. 18:45 |

| AFC Ajax                                                    | 1 – 1               | FC Utrecht                     |
| ----------------------------------------------------------- | ------------------- | ------------------------------ |
| Edson Álvarez 70' Mohammed Kudus 53' Nicolás Tagliafico 87' | (0 – 1) Jegyzőkönyv | Simon Gustafson 13' (11-esből) |

| Johan Cruijff Arena, Amszterdam Nézőszám: Zártkapus mérkőzés Játékvezető: Allard Lindhout |

| 30. forduló 2021. április 25. 20:00 |

| AFC Ajax              | 2 – 0               | AZ Alkmaar          |
| --------------------- | ------------------- | ------------------- |
| Davy Klaassen 66' 90' | (0 – 0) Jegyzőkönyv | Jesper Karlsson 42' |

| Johan Cruijff Arena, Amszterdam Nézőszám: 7.500 Játékvezető: Pol van Boekel |

| 31. forduló 2021. május 2. 14:30 |

| AFC Ajax | 4 – 0               | FC Emmen                       |
| --- | ------------------- | ------------------------------ |
| Jurriën Timber 10' Sébastien Haller 61' Devyne Rensch 66' Davy Klaassen 74' Edson Álvarez 57' Nicolás Tagliafico 65' | (1 – 0) Jegyzőkönyv | Caner Çavlan 14' Jari Vlak 61' |

| Johan Cruijff Arena, Amszterdam Nézőszám: Zártkapus mérkőzés Játékvezető: Kevin Blom |

| 32. forduló 2021. május 9. 14:30 |

| Feyenoord                                                     | 0 – 3               | AFC Ajax |
| ------------------------------------------------------------- | ------------------- | --- |
| Leroy Fer 16' Tyrell Malacia 38' Tyrell Malacia 60′ Leroy Fer | (0 – 1) Jegyzőkönyv | Marcos Senesi 21' (öngól) Ridgeciano Haps 67' (öngól) Mohammed Kudus 79' Edson Álvarez 44' Edson Álvarez 45′ Lisandro Martinez 79' |

| De Kuip, Rotterdam Nézőszám: Zártkapus mérkőzés Játékvezető: Danny Makkelie |

| 33. forduló 2021. május 13. 14:30 |

| AFC Ajax                                                                                           | 3 – 1               | VVV-Venlo                    |
| -------------------------------------------------------------------------------------------------- | ------------------- | ---------------------------- |
| Devyne Rensch 10' Sébastien Haller 57' Mohammed Kudus 77' Lisandro Martínez 49' Kenneth Taylor 54′ | (1 – 0) Jegyzőkönyv | Georgios Giakoumakis 76' 44' |

| Johan Cruijff Arena, Amszterdam Nézőszám: Zártkapus mérkőzés Játékvezető: Dennis Higler |

| 34. forduló 2021. május 16. 14:30 |

| Vitesse Arnhem                  | 1 – 3               | AFC Ajax                                                                  |
| ------------------------------- | ------------------- | ------------------------------------------------------------------------- |
| Loïs Openda 44' Tomáš Hajek 23' | (1 – 2) Jegyzőkönyv | Sébastien Haller 12' Antony 43' 25' Lisandro Martínez 75' David Neres 84' |

| GelreDome, Arnhem Nézőszám: Zártkapus mérkőzés Játékvezető: Serdar Gözübüyük |

#### A 2020-21-es Eredivisie első 8 helyezettje
| Hely. | Csapat           | M  | Gy | D  | V  | G+  | G– | Gk  | P  | Továbbjutás vagy kiesés           |
| ----- | ---------------- | -- | -- | -- | -- | --- | -- | --- | -- | --------------------------------- |
| 1.    | AFC Ajax KGY     | 34 | 28 | 4  | 2  | 102 | 23 | +79 | 88 | Bajnokok Ligája, csoportkör       |
| 2.    | PSV Eindhoven    | 34 | 21 | 9  | 4  | 74  | 35 | +39 | 72 | Bajnokok Ligája, 2. selejtezőkör  |
| 3.    | AZ Alkmaar       | 34 | 21 | 8  | 5  | 75  | 41 | +34 | 71 | Európa-liga, Rájátszás            |
| 4.    | Vitesse Arnhem   | 34 | 18 | 7  | 9  | 52  | 38 | +14 | 61 | Konferencia Liga, 3. selejtezőkör |
| 5.    | Feyenoord        | 34 | 16 | 11 | 7  | 64  | 36 | +28 | 59 | Konferencia Liga play off         |
| 6.    | FC Utrecht       | 34 | 13 | 14 | 7  | 52  | 41 | +11 | 53 | Konferencia Liga play off         |
| 7.    | FC Groningen     | 34 | 14 | 8  | 12 | 40  | 37 | +3  | 50 | Konferencia Liga play off         |
| 8.    | Sparta Rotterdam | 34 | 13 | 8  | 13 | 49  | 48 | +1  | 47 | Konferencia Liga play off         |

#### Bajnoki statisztika
A sárga színnel írt fordulóban el lett halasztva az Ajax mérkőzése és később rendezték meg.
| Fordulók                        | 1  | 2  | 3  | 4  | 5  | 6  | 7  | 8  | 9  | 10 | 11 | 12 | 13 | 14 | 15 | 16 | 17 | 18 | 19 | 20 | 22 | 23 | 24 | 25 | 26 | 27 | 28 | 29 | 21 | 30 | 31 | 32 | 33 | 34 | Összesen |
| ------------------------------- | -- | -- | -- | -- | -- | -- | -- | -- | -- | -- | -- | -- | -- | -- | -- | -- | -- | -- | -- | -- | -- | -- | -- | -- | -- | -- | -- | -- | -- | -- | -- | -- | -- | -- | -------- |
| Fordulónként megszerzett pontok | 3  | 3  | 3  | 0  | 3  | 3  | 3  | 3  | 3  | 3  | 0  | 3  | 3  | 1  | 1  | 3  | 3  | 3  | 3  | 3  | 3  | 3  | 1  | 3  | 3  | 3  | 3  | 3  | 1  | 3  | 3  | 3  | 3  | 3  | 88       |
| Összpontszám növekedése         | 3  | 6  | 9  | 9  | 12 | 15 | 18 | 21 | 24 | 27 | 27 | 30 | 33 | 34 | 35 | 38 | 41 | 44 | 47 | 50 | 53 | 56 | 57 | 60 | 63 | 66 | 69 | 72 | 73 | 76 | 79 | 82 | 85 | 88 | 88       |
| Helyezés a tabellán             | 7. | 2. | 1. | 5. | 2. | 1. | 1. | 1. | 1. | 1. | 1. | 1. | 1. | 1. | 1. | 1. | 1. | 1. | 1. | 1. | 1. | 1. | 1. | 1. | 1. | 1. | 1. | 1. | 1. | 1. | 1. | 1. | 1. | 1. | 1.       |
| Lőtt gólok fordulónként         | 1  | 3  | 2  | 0  | 5  | 13 | 5  | 3  | 5  | 5  | 1  | 4  | 4  | 1  | 2  | 3  | 1  | 2  | 3  | 3  | 2  | 4  | 1  | 3  | 2  | 5  | 2  | 1  | 1  | 2  | 4  | 3  | 3  | 3  | 102      |
| Kapott gólok fordulónként       | 0  | 0  | 1  | 1  | 1  | 0  | 2  | 0  | 0  | 0  | 2  | 0  | 2  | 1  | 2  | 1  | 0  | 1  | 1  | 0  | 0  | 2  | 1  | 1  | 0  | 0  | 1  | 0  | 1  | 0  | 0  | 0  | 1  | 1  | 23       |
| Sárga lapok fordulónként        | 3  | 1  | 3  | 1  | 1  | 0  | 0  | 1  | 0  | 1  | 1  | 0  | 0  | 1  | 1  | 0  | 0  | 2  | 2  | 0  | 1  | 0  | 1  | 2  | 1  | 0  | 1  | 2  | 2  | 0  | 2  | 2  | 1  | 1  | 34       |
| Piros lapok fordulónként        | 1  | 0  | 1  | 0  | 0  | 0  | 0  | 0  | 0  | 0  | 0  | 0  | 0  | 0  | 0  | 0  | 0  | 0  | 0  | 0  | 0  | 0  | 0  | 0  | 0  | 0  | 0  | 0  | 0  | 0  | 0  | 1  | 1  | 0  | 4        |

### Holland-kupa

#### 2. forduló
Az Ajax ebben a fordulóban, a legjobb 32 között csatlakozott az idei kupasorozathoz, ahogy az előzetes tervekben is volt. Az 1. fordulót kihagyták mert szerepeltek az európai kupák egyikében is (BL, EL) ahogy a PSV, Feyenoord, AZ trió is. A nyolcaddöntőbe jutásért pedig nagyon szoros mérkőzést játszottak az FC Utrecht csapata ellen, amit végül sikerült megnyerniük.
| 2020. december 16. 21:00 |

| AFC Ajax | 5 – 4               | FC Utrecht                                                                                             |
| --- | ------------------- | --- |
| Dušan Tadić 8' 89' 26' Zakaria Labyad 45' 81' Tommy St. Jago 54' (öngól) Nicolás Tagliafico 60' Perr Schuurs 82' Ryan Gravenberch 90' | (2 – 1) Jegyzőkönyv | Mimoun Mahi 1' 47' Sander van de Streek 55' Moussa Sylla 70' Joris van Overeem 53' Othman Boussaid 77' |

| Johan Cruijff Arena, Amszterdam Nézőszám: Zártkapus mérkőzés Játékvezető: Dennis Higler |

#### Nyolcaddöntő
Annak ellenére, hogy a mérkőzést januárban játszották le, ebben a szezonban még nem találkozott egymással ezen két csapat. Az őszi bajnoki találkozójuk eltolódott és január végén rendezték meg. Ez volt a főpróba ami nagyon szoros mérkőzésen az Ajaxnak sikerült jobban.
| 2021. január 20. 21ː00 |

| AZ Alkmaar                                  | 0 – 1               | AFC Ajax                                                                    |
| ------------------------------------------- | ------------------- | --------------------------------------------------------------------------- |
| Albert Guðmundsson 69' Teun Koopmeiners 74' | (0 – 1) Jegyzőkönyv | Zakaria Labyad 34' Devyne Rensch 41' Davy Klaassen 84' Ryan Gravenberch 90' |

| AFAS Stadion, Alkmaar Nézőszám: Zártkapus mérkőzés Játékvezető: Jochem Kamphuis |

#### Negyeddöntő
Az AFC Ajax és a PSV Eindhoven lejátszotta története 170. közös tétmérkőzését, másnéven a De Toppert. A mérkőzésen az Ajax diadalmaskodott, így sorozatban 6. PSV-elleni mérkőzésén sem kapott ki, így 1973 után ez az eddigi leghosszabb veretlen sorozata az Ajax-nak a PSV ellen.
| 2021. február 10. 20ː00 |

| AFC Ajax                                                                            | 2 – 1               | PSV Eindhoven                                                                |
| ----------------------------------------------------------------------------------- | ------------------- | ---------------------------------------------------------------------------- |
| Sébastien Haller 19' 24' Nicolás Tagliafico 63' Devyne Rensch 64' Edson Álvarez 89' | (2 – 0) Jegyzőkönyv | Jurriën Timber 58' (öngól) Jordan Teze 26' Eran Zahavi 82' Donyell Malen 89' |

| Johan Cruijff Arena, Amszterdam Nézőszám: Zártkapus mérkőzés Játékvezető: Serdar Gözübüyük |

#### Elődöntő
A vártnál jóval könnyebben jutott a döntőbe az Ajax csapata. A mérkőzés alatt a mutatott játék alapján nem forgott veszélyben az Ajax továbbjutása.
| 2021. március 3. 21ː00 |

| SC Heerenveen | 0 – 3               | AFC Ajax                                                     |
| ------------- | ------------------- | ------------------------------------------------------------ |
|               | (0 - 1) Jegyzőkönyv | Davy Klaassen 19' Dušan Tadić 63' (11-esből) David Neres 77' |

| Abe Lenstra Stadion, Heerenveen Nézőszám: Zártkapus mérkőzés Játékvezető: Bas Nijhuis |

#### Döntő
Az idei évben az Ajax története 26. kupadöntőjét játszotta le és 20. alkalommal nyerte meg a kupát. Története során először találkozott a Vitesse csapatával a Holland-kupa döntőjében.
| 2021. április 18. 18ː00 |

| Vitesse Arnhem                                                                                                 | 1 – 2               | AFC Ajax                                                        |
| --- | ------------------- | --------------------------------------------------------------- |
| Loïs Openda 30' Oussama Tannane 63' Idrissa Touré 72' Maximilian Wittek 74' Jacob Rasmussen 86′ Matúš Bero 90' | (1 - 1) Jegyzőkönyv | Ryan Gravenberch 23' David Neres 90+1' Nicolás Tagliafico 90+5' |

| De Kuip, Rotterdam Nézőszám: Zártkapus mérkőzés Játékvezető: Björn Kuipers |

| HOLLAND-KUPA 2020/21      |
| ------------------------- |
| AFC Ajax 20. kupagyőzelem |

### Bajnokok Ligája

#### Csoportkör
| 2020. október 21. 21:00 |

| AFC Ajax          | 0 – 1               | Liverpool FC                                                               |
| ----------------- | ------------------- | -------------------------------------------------------------------------- |
| Quincy Promes 90' | (0 – 1) Jegyzőkönyv | Nicolás Tagliafico 35' (öngól) James Milner 38' Trent Alexander-Arnold 80' |

| Johan Cruijff Arena, Amszterdam Nézőszám: Zártkapus mérkőzés Játékvezető: Felix Brych (német) |

| 2020. október 27. 21:00 |

| Atalanta                                                                        | 2 – 2               | AFC Ajax                                                                                 |
| ------------------------------------------------------------------------------- | ------------------- | ---------------------------------------------------------------------------------------- |
| Duván Zapata 54' 60' Josip Iličič 23' Berat Djimsiti 64' Ruslan Malinovskiy 90' | (0 – 2) Jegyzőkönyv | Dušan Tadić 30' (11-esből) Lassina Traoré 38' 8' Davy Klaassen 20' Noussair Mazraoui 25' |

| Atleti Azzurri d’Italia Stadion, Bergamo Nézőszám: Zártkapus mérkőzés Játékvezető: Damir Skomina (szlovén) |

| 2020. november 3. 21:00 |

| FC Midtjylland                   | 1 – 2               | AFC Ajax                                   |
| -------------------------------- | ------------------- | ------------------------------------------ |
| Anders Dreyer 18' Lasse Vibe 84' | (1 – 2) Jegyzőkönyv | Antony 1' Dušan Tadić 13' Perr Schuurs 25' |

| MCH Aréna, Herming Nézőszám: 132 Játékvezető: Bobby Madden (skót) |

| 2020. november 25. 21:00 |

| AFC Ajax                                                       | 3 – 1               | FC Midtjylland                                                    |
| -------------------------------------------------------------- | ------------------- | ----------------------------------------------------------------- |
| Ryan Gravenberch 47' Noussair Mazraoui 49' David Neres 66' 40' | (0 – 0) Jegyzőkönyv | Awer Mabil 80' (11-esből) Nicolas Madsen 43' Erik Sviatchenko 90′ |

| Johan Cruijff Arena, Amszterdam Nézőszám: Zártkapus mérkőzés Játékvezető: Szergej Karaszjov (orosz) |

| 2020. december 1. 21:00 |

| Liverpool FC                                                                 | 1 – 0               | AFC Ajax                         |
| ---------------------------------------------------------------------------- | ------------------- | -------------------------------- |
| Curtis Jones 58' Jordan Henderson 70' Georginio Wijnaldum 90' Sadio Mané 90' | (0 – 0) Jegyzőkönyv | Perr Schuurs 42' Daley Blind 55' |

| Anfield Stadion, Liverpool Nézőszám: Zártkapus mérkőzés Játékvezető: Tobias Stieler (német) |

| 2020. december 9. 19:00 |

| AFC Ajax                                    | 0 – 1               | Atalanta                                           |
| ------------------------------------------- | ------------------- | -------------------------------------------------- |
| Nicolás Tagliafico 52' Ryan Gravenberch 79′ | (0 – 0) Jegyzőkönyv | Luis Muriel 85' Hans Hateboer 60' Remo Freuler 82' |

| Johan Cruijff Arena, Amszterdam Nézőszám: Zártkapus mérkőzés Játékvezető: Carlos Del Cerro Grande (spanyol) |

#### D-csoport eredménye
| Hely. | Csapat         | M | Gy | D | V | G+ | G– | Gk | P  | Továbbjutás vagy kiesés     |
| ----- | -------------- | - | -- | - | - | -- | -- | -- | -- | --------------------------- |
| 1.    | Liverpool FC   | 6 | 4  | 1 | 1 | 10 | 3  | +7 | 13 | BL-egyenes kieséses szakasz |
| 2.    | Atalanta       | 6 | 3  | 2 | 1 | 10 | 8  | +2 | 11 | BL-egyenes kieséses szakasz |
| 3.    | AFC Ajax       | 6 | 2  | 1 | 3 | 7  | 7  | 0  | 7  | EL-egyenes kieséses szakasz |
| 4.    | FC Midtjylland | 6 | 0  | 2 | 4 | 4  | 13 | −9 | 2  |                             |

Azonos pontszám esetén az egymás elleni mérkőzések alapján dől el a sorrend

### Európa Liga

#### 16-os döntő
| 2021. február 18. 21:00 |

| Lille OSC                                                                            | 1 – 2               | AFC Ajax                                                                                             |
| ------------------------------------------------------------------------------------ | ------------------- | --- |
| Timothy Weah 72' Zeki Çelik 14' Yusuf Yazıcı 40' Mike Maignan 88' Renato Sanches 90' | (0 – 0) Jegyzőkönyv | Dušan Tadić 87' (11-esből) Brian Brobbey 89' 90' Edson Álvarez 12' Daley Blind 66' Devyne Rensch 77' |

| Stade Pierre-Mauroy, Lille Nézőszám: Zártkapus mérkőzés Játékvezető: Ivan Kružliak (szlovák) |

| 2021. február 25. 18:55 |

| AFC Ajax                                                 | 2 – 1               | Lille OSC                                                                       |
| -------------------------------------------------------- | ------------------- | ------------------------------------------------------------------------------- |
| Davy Klaassen 15' David Neres 88' 85' Jurriën Timber 63' | (1 – 0) Jegyzőkönyv | Yusuf Yazıcı 78' (11-esből) Mike Maignan 15' Tiago Djaló 59' Renato Sanches 65' |

| Johan Cruijff Arena, Amszterdam Nézőszám: Zártkapus mérkőzés Játékvezető: William Collum (skót) |

#### Nyolcaddöntő
| 2021. március 11. 18:55 |

| AFC Ajax                                                                     | 3 – 0               | Young Boys                                                |
| ---------------------------------------------------------------------------- | ------------------- | --------------------------------------------------------- |
| Davy Klaassen 62' Dušan Tadić 82' Brian Brobbey 90+2' Nicolás Tagliafico 53' | (0 – 0) Jegyzőkönyv | Sandro Lauper 49' Michel Aebischer 64' Vincent Sierro 77' |

| Johan Cruijff Arena, Amszterdam Nézőszám: Zártkapus mérkőzés Játékvezető: Marco Guida (olasz) |

| 2021. március 18. 21:00 |

| Young Boys                                   | 0 – 2               | AFC Ajax                                                     |
| -------------------------------------------- | ------------------- | ------------------------------------------------------------ |
| Mohamed Ali Camara 38' Jean-Pierre Nsame 90' | (0 – 1) Jegyzőkönyv | David Neres 20' Dušan Tadić 49' (11-esből) Devyne Rensch 72' |

| Stade de Suisse, Bern Nézőszám: Zártkapus mérkőzés Játékvezető: Bobby Madden (skót) |

#### Negyeddöntő
| 2021. április 8. 21:00 |

| AFC Ajax                                                              | 1 – 2               | AS Roma                                                                                        |
| --------------------------------------------------------------------- | ------------------- | ---------------------------------------------------------------------------------------------- |
| Davy Klaassen 39' Devyne Rensch 71' Lisandro Martinez 86' Dušan Tadić | (1 – 0) Jegyzőkönyv | Lorenzo Pellegrini 57' Ibañez 87' Bruno Peres 78' Bryan Cristante 90' Riccardo Calafiori 90+4' |

| Johan Cruijff Arena, Amszterdam Nézőszám: Zártkapus mérkőzés Játékvezető: Szergej Karaszjov (orosz) |

| 2021. április 15. 21:00 |

| AS Roma                                                                                    | 1 – 1               | AFC Ajax                                                       |
| ------------------------------------------------------------------------------------------ | ------------------- | -------------------------------------------------------------- |
| Edin Džeko 72' 79' Ibañez 43' Jordan Veretout 67' Gianluca Mancini 68' Bryan Cristante 86' | (0 – 0) Jegyzőkönyv | Brian Brobbey 49' Nicolás Tagliafico 89' Lisandro Martinez 90' |

| Stadio Olimpico, Róma Nézőszám: Zártkapus mérkőzés Játékvezető: Anthony Taylor (angol) |

## Sajátnevelések első tétmérkőzése a felnőttcsapatban
A táblázatban azon fiatal játékosok szerepelnek akik legalább az előző 3 évben az Ajax-akadémiáján képezték magukat és közben a fiatalcsapatokat (Ajax A1 vagy Jong Ajax) erősítették. Ebben a szezonban pedig bemutatkoztak a felnőttcsapatban már tétmérkőzésen is.
| Mez | Név            | Pozíció | Előző klub | Debütálás tétmérkőzésen | Debütálás tétmérkőzésen        | Debütálás tétmérkőzésen | Debütálás tétmérkőzésen | Debütálás tétmérkőzésen |
| Mez | Név            | Pozíció | Előző klub | Dátum                   | Első tétmérkőzés               | Mérkőzés típusa         | Gól                     | Életkor                 |
| --- | -------------- | ------- | ---------- | ----------------------- | ------------------------------ | ----------------------- | ----------------------- | ----------------------- |
| 30  | Brian Brobbey  | KCS     | Jong Ajax  | 2020. okt. 31.          | AFC Ajax – Fortuna Sittard 5:2 | Eredivisie (7.)         | 1                       | 18 év 273 nap           |
| 15  | Devyne Rensch  | JH      | Jong Ajax  | 2020. nov. 28.          | FC Emmen – AFC Ajax 0:5        | Eredivisie (10.)        | 0                       | 17 év 325 nap           |
| 25  | Kenneth Taylor | VKP     | Jong Ajax  | 2020. dec. 12.          | AFC Ajax – PEC Zwolle 4:0      | Eredivisie (12.)        | 0                       | 18 év 210 nap           |
| 26  | Victor Jensen  | SZT     | Jong Ajax  | 2020. dec. 12.          | AFC Ajax – PEC Zwolle 4:0      | Eredivisie (12.)        | 0                       | 20 év 308 nap           |

## Díjazottak

### Csapaton belül
- Rinus Michels-díj (Év Játékosa):  Dušan Tadić
- Marco van Basten-díj (Év Tehetsége):  Ryan Gravenberch
- Abdelhak Nouri-díj (Jövő Tehetsége):  Amourricho van Axel Dongen

### Bajnokságban
- Johan Cruijff – díj (Év Tehetsége):  Ryan Gravenberch
- Rinus Michels – díj (Év Edzője):  Erik ten Hag

## Mérkőzés statisztika
Minden mérkőzés a rendes játékidőben elért eredmények alapján van besorolva, de a hosszabbításban lőtt gólok is be vannak írva.
Ebben a szezonban nem volt olyan mérkőzése az Ajax-nak, amikor hosszabbításra került volna sor.
| Tipus               | Mérkőzés | Győzelem | Döntetlen | Vereség | Lőtt gólok | Kapott gólok | Gólkülönbség |
| ------------------- | -------- | -------- | --------- | ------- | ---------- | ------------ | ------------ |
| Eredivisie          | 34       | 28       | 4         | 2       | 102        | 23           | +79          |
| Holland – kupa      | 5        | 5        | 0         | 0       | 13         | 6            | +7           |
| BL – csoportkör     | 6        | 2        | 1         | 3       | 7          | 7            | 0            |
| EL – egyenes kiesés | 6        | 4        | 1         | 1       | 11         | 5            | +6           |
| ÖSSZESEN            | 51       | 39       | 6         | 6       | 133        | 41           | +92          |

## Hazai nézőszámok
Íme az idei szezonban lejátszott összes hazai mérkőzésre kilátogató nézők száma. Koronavírus miatt októbertől minden hazai mérkőzést zárkapuk mögött kell lejátszani. Az első mérkőzés nézőkkel április végén, a 30. fordulóban lehetett tesztelés képpen.
| Tipus               | Mérkőzések | Zártkapus | Összes néző | Átlag nézőszám |
| ------------------- | ---------- | --------- | ----------- | -------------- |
| Eredivisie          | 17         | 14        | 31.624      | 1.860          |
| Holland – kupa      | 2          | 2         | 0           | 0              |
| BL – csoportkör     | 3          | 3         | 0           | 0              |
| EL – egyenes kiesés | 3          | 3         | 0           | 0              |
| ÖSSZESEN            | 25         | 22        | 31.624      | 1.265          |

## Játékos statisztikák

### Góllövőlista
Íme a csapat teljes góllövőlistája az idei szezonban lejátszott tétmérkőzések alapján.
Akárcsak az előző két szezonban, így idén is a szerb támadó, Dušan Tadić lőtte a legtöbb gólt tétmérkőzésen a csapatban. Valamint akárcsak két éve, idén is ő lett a csapat házi gólkirálya a bajnokságban is.
Az idei szezonban 21 játékosnak sikerült gólt szereznie tétmérkőzésen és közülük 20 játékosnak a bajnokságban is.
A dőlt betűvel írt játékosok szezon közben eligazoltak vagy kölcsönbe mentek.
| No. | Játékos             | Bajnokság | Kupa | Bajnokok Ligája | Európa Liga | ÖSSZESEN |
| --- | ------------------- | --------- | ---- | --------------- | ----------- | -------- |
| 01. | Dušan Tadić         | 14        | 3    | 2               | 3           | 22       |
| 02. | Davy Klaassen       | 12        | 1    | 0               | 3           | 16       |
| 03. | Sébastien Haller    | 11        | 2    | 0               | 0           | 13       |
| 04. | Antony              | 9         | 0    | 1               | 0           | 10       |
| 05. | Lassina Traoré      | 7         | 0    | 1               | 0           | 8        |
| -   | Zakaria Labyad      | 5         | 3    | 0               | 0           | 8        |
| -   | David Neres         | 3         | 2    | 1               | 2           | 8        |
| 08. | Klaas-Jan Huntelaar | 7         | 0    | 0               | 0           | 7        |
| 09. | Brian Brobbey       | 3         | 0    | 0               | 3           | 6        |
| -   | Quincy Promes       | 6         | 0    | 0               | 0           | 6        |
| 11. | Ryan Gravenberch    | 3         | 1    | 1               | 0           | 5        |
| 12. | Mohammed Kudus      | 4         | 0    | 0               | 0           | 4        |
| 13. | Jurgen Ekkelenkamp  | 3         | 0    | 0               | 0           | 3        |
| -   | Devyne Rensch       | 3         | 0    | 0               | 0           | 3        |
| -   | Lisandro Martinez   | 3         | 0    | 0               | 0           | 3        |
| 16. | Edson Álvarez       | 2         | 0    | 0               | 0           | 2        |
| 17. | Daley Blind         | 1         | 0    | 0               | 0           | 1        |
| -   | Noussair Mazraoui   | 0         | 0    | 1               | 0           | 1        |
| -   | Perr Schuurs        | 1         | 0    | 0               | 0           | 1        |
| -   | Nicolás Tagliafico  | 1         | 0    | 0               | 0           | 1        |
| -   | Jurriën Timber      | 1         | 0    | 0               | 0           | 1        |

### Kanadai ponttáblázat
Íme az Ajax játékosainak elért teljesítménye a kanadai ponttáblázat alapján. Ezen táblázatban azokat a játékosokat (jelenlegi vagy volt játékosokat) lehet látni, akik legalább egy pontot (gólt vagy gólpasszt) szereztek tétmérkőzésen.
Akárcsak az előző két évben, idén is Dušan Tadić szerezte csapaton belül a legtöbb pontot a bajnokságban és az összes tétmérkőzésen. Idén 51 mérkőzésen lépett pályára és összesen 48 pontot szerzett. Ezen kívül ő nyerte meg a ponttáblázatot a bajnokságban is és ő lett a bajnokság idei szezonjának gólpasszkirálya is, ezzel megvédte tavalyi címét. 2018 óta az Ajax játékosa, azóta pedig minden szezonban ő végzett a dobogó legfelső fokán csapaton belül. Idén 26 gólpassza volt, az eddigi legtöbb az utóbbi 3 évben.
Az idei szezonban 22 játékosnak sikerült pontot szereznie tétmérkőzésen és közülük minden játékosnak a bajnokságban is.
A rangsor a pontszám alapján állt össze. Azonos pontszám alapján az van előnyben aki a legtöbb gólt szerezte.
A dőlt betűvel írt játékosok szezon közben eligazoltak vagy kölcsönbe mentek.
| No. | Játékos             | Bajnokság | Bajnokság | Kupa | Kupa     | Bajnokok Ligája | Bajnokok Ligája | Európa Liga | Európa Liga | PONTSZÁM (G+Gp) | Mérk. sz. |
| No. | Játékos             | Gól       | Gólpassz  | Gól  | Gólpassz | Gól             | Gólpassz        | Gól         | Gólpassz    | PONTSZÁM (G+Gp) | Mérk. sz. |
| --- | ------------------- | --------- | --------- | ---- | -------- | --------------- | --------------- | ----------- | ----------- | --------------- | --------- |
| 01. | Dušan Tadić         | 14        | 18        | 3    | 2        | 2               | 3               | 3           | 3           | 48 (22+26)      | 51        |
| 02. | Davy Klaassen       | 12        | 3         | 1    | 1        | 0               | 0               | 3           | 1           | 21 (16+5)       | 46        |
| 03. | Sébastien Haller    | 11        | 6         | 2    | 2        | 0               | 0               | 0           | 0           | 21 (13+8)       | 23        |
| 04. | Antony              | 9         | 8         | 0    | 1        | 1               | 0               | 0           | 0           | 19 (10+9)       | 46        |
| 05. | David Neres         | 3         | 6         | 2    | 0        | 1               | 0               | 2           | 0           | 15 (8+7)        | 39        |
| 06. | Lassina Traoré      | 7         | 4         | 0    | 0        | 1               | 1               | 0           | 0           | 13 (8+5)        | 18        |
| -   | Zakaria Labyad      | 5         | 5         | 3    | 0        | 0               | 0               | 0           | 0           | 13 (8+5)        | 29        |
| 08. | Ryan Gravenberch    | 3         | 5         | 1    | 0        | 1               | 0               | 0           | 1           | 11 (5+6)        | 47        |
| 09. | Klaas-Jan Huntelaar | 7         | 1         | 0    | 0        | 0               | 0               | 0           | 0           | 8 (7+1)         | 14        |
| 10. | Brian Brobbey       | 3         | 1         | 0    | 0        | 0               | 0               | 3           | 1           | 8 (6+2)         | 19        |
| 11. | Quincy Promes       | 6         | 0         | 0    | 0        | 0               | 1               | 0           | 0           | 7 (6+1)         | 25        |
| 12. | Mohammed Kudus      | 4         | 3         | 0    | 0        | 0               | 0               | 0           | 0           | 7 (4+3)         | 22        |
| 13. | Jurgen Ekkelenkamp  | 3         | 2         | 0    | 1        | 0               | 0               | 0           | 0           | 6 (3+3)         | 23        |
| 14. | Devyne Rensch       | 3         | 2         | 0    | 0        | 0               | 0               | 0           | 0           | 5 (3+2)         | 27        |
| 15. | Lisandro Martinez   | 3         | 1         | 0    | 0        | 0               | 0               | 0           | 0           | 4 (3+1)         | 42        |
| 16. | Edson Álvarez       | 2         | 2         | 0    | 0        | 0               | 0               | 0           | 0           | 4 (2+2)         | 39        |
| 17. | Nicolás Tagliafico  | 1         | 3         | 0    | 0        | 0               | 0               | 0           | 0           | 4 (1+3)         | 40        |
| 18. | Daley Blind         | 1         | 1         | 0    | 1        | 0               | 0               | 0           | 0           | 3 (1+2)         | 34        |
| 19. | Sean Klaiber        | 0         | 3         | 0    | 0        | 0               | 0               | 0           | 0           | 3 (0+3)         | 22        |
| 20. | Noussair Mazraoui   | 0         | 1         | 0    | 0        | 1               | 0               | 0           | 0           | 2 (1+1)         | 26        |
| -   | Perr Schuurs        | 1         | 0         | 0    | 0        | 0               | 0               | 0           | 1           | 2 (1+1)         | 41        |
| 22. | Jurriën Timber      | 1         | 0         | 0    | 0        | 0               | 0               | 0           | 0           | 1 (1+0)         | 30        |

### Lapok
Minden egyes lap be van írva amit Ajax-játékos kapott. Ha egy játékos egy mérkőzésen 2 sárga lap után kapott egy pirosat, mindhárom lap be lett írva.
Idén összesen 20 játékos kapott sárga lapot és 4 pedig pirosat.
| SÁRGA LAPOK | SÁRGA LAPOK        | SÁRGA LAPOK | SÁRGA LAPOK | SÁRGA LAPOK | SÁRGA LAPOK     | SÁRGA LAPOK | SÁRGA LAPOK |
| No.         | Játékos neve       | ÖSSZESEN    | Bajnokság   | Kupa        | Bajnokok Ligája | Európa Liga |             |
| ----------- | ------------------ | ----------- | ----------- | ----------- | --------------- | ----------- | ----------- |
| 01.         | Nicolás Tagliafico | 10          | 5           | 3           | 0               | 2           |             |
| 02.         | Edson Álvarez      | 6           | 4           | 1           | 0               | 1           |             |
| -           | Lisandro Martinez  | 6           | 4           | 0           | 0               | 2           |             |
| 04.         | Ryan Gravenberch   | 5           | 3           | 2           | 0               | 0           |             |
| -           | Devyne Rensch      | 5           | 0           | 2           | 0               | 3           |             |
| 06.         | Perr Schuurs       | 4           | 2           | 1           | 1               | 0           |             |
| -           | Daley Blind        | 4           | 3           | 0           | 0               | 1           |             |
| -           | Davy Klaassen      | 4           | 2           | 1           | 1               | 0           |             |
| -           | David Neres        | 4           | 2           | 0           | 1               | 1           |             |
| 10.         | Mohammed Kudus     | 3           | 3           | 0           | 0               | 0           |             |
| 11.         | Dušan Tadić        | 2           | 1           | 1           | 0               | 0           |             |
| -           | Sébastien Haller   | 2           | 2           | 0           | 0               | 0           |             |
| -           | Antony             | 2           | 2           | 0           | 0               | 0           |             |
| 14.         | André Onana        | 1           | 1           | 0           | 0               | 0           |             |
| -           | Quincy Promes      | 1           | 0           | 0           | 1               | 0           |             |
| -           | Lassina Traoré     | 1           | 0           | 0           | 1               | 0           |             |
| -           | Noussair Mazraoui  | 1           | 0           | 0           | 1               | 0           |             |
| -           | Sean Klaiber       | 1           | 1           | 0           | 0               | 0           |             |
| -           | Brian Brobbey      | 1           | 0           | 0           | 0               | 1           |             |
| -           | Jurriën Timber     | 1           | 0           | 0           | 0               | 1           |             |

| PIROS LAPOK | PIROS LAPOK        | PIROS LAPOK | PIROS LAPOK | PIROS LAPOK | PIROS LAPOK     | PIROS LAPOK | PIROS LAPOK |
| No.         | Játékos neve       | ÖSSZESEN    | Bajnokság   | Kupa        | Bajnokok Ligája | Európa Liga |             |
| ----------- | ------------------ | ----------- | ----------- | ----------- | --------------- | ----------- | ----------- |
| 01.         | Edson Álvarez      | 2           | 2           | 0           | 0               | 0           |             |
| 02.         | Nicolás Tagliafico | 1           | 1           | 0           | 0               | 0           |             |
| -           | Ryan Gravenberch   | 1           | 0           | 0           | 1               | 0           |             |
| -           | Kenneth Taylor     | 1           | 0           | 0           | 1               | 0           |             |

### Egy tétmérkőzésen legtöbb gólt szerző játékosok
A következő táblázatban a csapat azon játékosai szerepelnek akik az idei szezonban a legtöbb gólt – legalább 3-at – szerezték egy tétmérkőzésen.
| #  | Játékos        | Gólok | Dátum             | Mérkőzés típusa | Végeredmény           |
| -- | -------------- | ----- | ----------------- | --------------- | --------------------- |
| 1. | Lassina Traoré | 5     | 2020. október 24. | Eredivisie (6.) | VVV Venlo – Ajax 0:13 |

### Büntetők
A következő táblázat a csapat idei büntetőit mutatja meg, amiket tétmérkőzéseken lőttek. A büntetők sorrendje a dátum szerint van megadva.
| #   | Játékos             | Büntető  | Dátum              | Mérkőzés tipusa    | Végeredmény                |
| --- | ------------------- | -------- | ------------------ | ------------------ | -------------------------- |
| 1.  | Dušan Tadić         | GÓL      | 2020. október 18.  | Eredivisie (5.)    | Ajax – SC Heerenveen 5:1   |
| 2.  | Davy Klaassen       | GÓL      | 2020. október 18.  | Eredivisie (5.)    | Ajax – SC Heerenveen 5:1   |
| 3.  | Klaas-Jan Huntelaar | GÓL      | 2020. október 24.  | Eredivisie (6.)    | VVV Venlo – Ajax 0:13      |
| 4.  | Dušan Tadić         | GÓL      | 2020. október 27.  | BL-csoportkör      | Atalanta – Ajax 2:2        |
| 5.  | Davy Klaassen       | KIHAGYVA | 2020. október 31.  | Eredivisie (7.)    | Ajax – Fortuna Sittard 5:2 |
| 6.  | Dušan Tadić         | GÓL      | 2020. október 31.  | Eredivisie (7.)    | Ajax – Fortuna Sittard 5:2 |
| 7.  | Quincy Promes       | GÓL      | 2020. október 31.  | Eredivisie (7.)    | Ajax – Fortuna Sittard 5:2 |
| 8.  | Dušan Tadić         | GÓL      | 2020. november 08. | Eredivisie (8.)    | FC Utrecht – Ajax 0:3      |
| 9.  | Dušan Tadić         | GÓL      | 2020. december 05. | Eredivisie (11.)   | Ajax – FC Twente 1:2       |
| 10. | Dušan Tadić         | GÓL      | 2021. február 18.  | Európa Liga (1/16) | Lille OSC – Ajax 1:2       |
| 11. | Dušan Tadić         | GÓL      | 2021. február 28.  | Eredivisie (23.)   | PSV Eindhoven – Ajax 1:1   |
| 12. | Dušan Tadić         | GÓL      | 2021. március 03.  | Holland-kupa (1/2) | SC Heerenveen – Ajax 0:3   |
| 13. | Dušan Tadić         | KIHAGYVA | 2021. március 07.  | Eredivisie (25.)   | Ajax – FC Groningen 3:1    |
| 14. | Dušan Tadić         | GÓL      | 2021. március 07.  | Eredivisie (25.)   | Ajax – FC Groningen 3:1    |
| 15. | Dušan Tadić         | GÓL      | 2021. március 18.  | Európa Liga (1/8)  | Young Boys – Ajax 0:2      |
| 16. | Dušan Tadić         | GÓL      | 2021. április 04.  | Eredivisie (28.)   | SC Heerenveen – Ajax 1:2   |
| 17. | Dušan Tadić         | KIHAGYVA | 2021. április 8.   | Európa Liga (1/4)  | Ajax – AS Roma 1:2         |

## "Egy darab az Ajaxból"
A koronavírus-járvány miatti döntések alapján ebben a szezonban akárcsak Hollandiában, úgy Európában sem lehettek jelen a szurkolók a mérkőzéseken. Hollandiában a szezon elején szeptemberben, az első 3 fordulóban még korlátozott számmal részt vehettek a szurkolók, aztán megtiltották a mérkőzéseken való részvételeket. Ezek után április végén volt egy úgynevezett tesztelés a 30. fordulóban, amikor hazai nézők kis része újra ellátogathatott egy mérkőzésre. Tehát az idei szezonban minden csapat csupán 4 mérkőzést játszott le az alapszakaszban egy kevés néző előtt.
Már a szezon előtt ismét nagyon sok Ajax-szurkoló kiváltotta a szokásos éves bérletet de nem tudták kihasználni.
Miután az Ajax megnyerte idén a 35. bajnoki trófeát, a csapat vezetői úgy döntöttek, hogy ezt a trófeát megosztják a szurkolókkal. Ezzel szerették volna megköszönni a szurkolóknak, hogy még ebben a helyzetben is egész végig buzdították a csapatot. Ennek a kezdeményezésnek azt a nevet adták, hogy "Egy darab az Ajaxból". Ezt videóüzenetben az Ajax vezérigazgatója, a korábbi világhírű kapus, Edwin van der Sar közölte a szurkolókkal.
Az ezüstből készült bajnoki tálat beolvasztották és több mint 42 ezer kis csillagot készítettek belőle. A csillagok 3,45 gramm súlyúak lettek és minden csillagba 0,06 gramm került a bajnoki tálból. A csillagokat pedig szétosztották a bérletesek között. Így mindenki kapott egy kis darabot az Ajax bajnoki sikeréből.
Természetesen megosztották minden nagyobb internetes oldalon, az újságok is említést tettek róla és nagyon sokan hatalmas gesztusként, nemes cselekedetként értékelték ezt a csapattól az egész világon.
Végül, hogy maradjon emlék is a bajnoki címből a Holland labdarúgó-szövetség (KNVB) elküldte a bajnoki tál másolatát az Ajax csapatának amit kitettek a többi közé.

## Történelmi rekord született
A bajnokság idei szezonjának 6. fordulójában találkozott egymással a VVV Venlo és az AFC Ajax. A mérkőzést hatalmas különbséggel, 0:13-ra nyerte meg az Ajax csapata akik ezzel történelmi rekordokat döntöttek meg csapaton belül és a bajnokságban is.
Ez lett az Eredivisie történetének eddigi legnagyobb arányú győzelme is. Az eddigi rekordot szintén az Ajax tartotta egy 1972. május 19-én lejátszott mérkőzéssel amikor hazai pályán 12:1-re győzték le a Vitesse Arnhem csapatát.
Ez a győzelem a következő rekordokat döntötte meg:
| Dátum             | Mérkőzés tipusa | Végeredmény               | REKORDOK ǃǃǃ                                                 |
| ----------------- | --------------- | ------------------------- | ------------------------------------------------------------ |
| 2020. október 24. | Eredivisie (6.) | VVV Venlo – AFC Ajax 0:13 | Ajax legnagyobb arányú győzelme az Eredivisie-ben            |
| 2020. október 24. | Eredivisie (6.) | VVV Venlo – AFC Ajax 0:13 | Ajax legnagyobb arányú idegenbeli győzelme az Eredivisie-ben |
| 2020. október 24. | Eredivisie (6.) | VVV Venlo – AFC Ajax 0:13 | Legtöbb Ajax-gól egy Eredivisie-mérkőzésen                   |
| 2020. október 24. | Eredivisie (6.) | VVV Venlo – AFC Ajax 0:13 | Eredivisie történetének legnagyobb arányú győzelme           |
| 2020. október 24. | Eredivisie (6.) | VVV Venlo – AFC Ajax 0:13 | Egy csapat által legtöbb lőtt gól egy Eredivisie-mérkőzésen  |

## Érdekességek és jubileumok
- Nyáron visszatért a csapatba 9 év után a holland kapus, Maarten Stekelenburg miután lejárt a szerződése az angol Everton FC csapatánál.
- A bajnokság 1. fordulójában az argentin válogatott védő, Nicolás Tagliafico pályára lépett 100. tétmérkőzésén az Ajax csapatában. Ő lett az első argentin "századosa" a csapatnak.
- A bajnokság 1. fordulójában a nyáron szerződtetett brazil támadó, Antony az első tétmérkőzésén győztes gólt szerzett. Ő lett az Ajax első brazil játékosa aki góllal debütált az elsőcsapatban.
- A bajnokság 1. fordulójában az Ajax legyőzte a Sparta Rotterdam csapatát. Így 2016 után ez az első szezon amit győzelemmel kezdtek.
- A bajnokság 2. fordulójában az szerb válogatott támadó, Dušan Tadić pályára lépett 100. tétmérkőzésén az Ajax csapatában. Góllal és gólpasszal ünnepelte jubileumát.
- A bajnokság 3. fordulójában az Ajax csapata megkapta 2. piros lapját az idei bajnoki szezonban. Annyi piros lapot kaptak ezen 3 bajnoki mérkőzés alatt mint előtte 62 bajnoki mérkőzésen.
- Az Ajax megnyerte a bajnokság első 3 fordulóját. Utoljára 5 éve, a 2015/16-os szezonban kezdték ilyen jól a bajnokságot.
- Davy Klaassen 3 év után visszatért az Ajaxhoz. A bajnokság 5. fordulójában lépett pályára először és "debütált" második alkalommal csapatban és gólt is szerzett ahogy 9 évvel ezelőtt az első debütálásakor is. Ő a harmadik játékos az Ajaxban akinek sikerült mindkét bajnoki debütálásakor gólt szereznie. Ez eddig csak Johan Cruijffnak és Frank Rijkaardnak sikerült.[15]
- A bajnokság 5. fordulójában Dušan Tadić belőtte 13. gólját az SC Heerenveen ellen. Ennyi gólt még soha senki nem lőtt a heerenveeni csapat ellen.[16]
- A BL-csoportkör 1. fordulójában pályára lépett Klaas-Jan Huntelaar. Így ő lett az Ajax második 37 év feletti játékosa aki pályára lépett a BL-ben. Az eddigi egyetlen ilyen játékos Danny Blind volt.
- A BL-csoportkör 1. fordulójában az Ajax az angol Liverpool FC csapatát fogadta. Ezen két csapat utoljára 54 évvel ezelőtt találkozott tétmérkőzésen, az 1966/67-es BEK-szezonban. Ezt a mérkőzést elvesztette az Ajax (0:1) így története során először fordult elő, hogy 3 egymás utáni hazai BL-meccset is elvesztítenek és az, hogy 3 egymás utáni hazai BL-meccsen sem szerezzenek gólt.
- A bajnokság 6. fordulójában az Ajax 13:0-ra győzte le a VVV Venlo csapatát. Ezen mérkőzésen a fiatal burkina fasoi támadó, Lassina Traoré összesen 5 gólt szerzett. Így ő lett az Ajax első afrikai játékosa aki 3-nál több gólt tudott szerezni egy tétmérkőzésen.[17]
- A BL-csoportkör 2. fordulójában az Ajax az olasz Atalanta csapatához látogatott. Ekkor játszotta le ezen két csapat történetük első mérkőzését egymás ellen. Előtte még soha nem játszottak egymás ellen.[18]
- A bajnokság 7. fordulójában Erik ten Hag vezetőedző irányítása alatt az Ajax megszerezte 250. bajnoki gólját és ehhez 82 mérkőzésre volt szükség. Ezzel Ten Hag behozta az Ajax néhai edzőjének, Johan Cruijff-nak a rekordját akinek vezetése alatt szintén 82 mérkőzés alatt érte el az Ajax a 250 gólt a bajnokságban. Nekik sikerült a legkevesebb mérkőzés alatt elérniük csapatukkal a 250 gólt a bajnokságban. Őket olyan edzők követik mint Aad de Mos (Ajax, 84 mérkőzés), Rinus Michels (Ajax, 86 mérkőzés) vagy Guus Hiddink (PSV, 87 mérkőzés).[19]
- A BL-csoportkör 3. fordulójában az Ajax a dán FC Midtjylland csapatához látogatott. Ekkor játszotta le ezen két csapat történetük első mérkőzését egymás ellen. Előtte még soha nem játszottak egymás ellen.[20]
- A BL-csoportkör 3. fordulójában az Ajax 1:2-re győzte le a dán FC Midtjylland csapatát. A mérkőzésen az első gólt az Ajax brazil támadója, Antony lőtte és ezzel az Ajax megszerezte 700. gólját az európai kupasorozatokban. A Real Madrid, az FC Barcelona, a Juventus, a Bayern München és az FC Liverpool után az Ajax lett a 6. csapat akiknek sikerült elérniük a 700 gólt.[21]
- A bajnokság 8. fordulójában az Ajax szerb támadója, Dušan Tadić ismét gólt szerzett büntetőből. Ezzel belőtte 30. gólját büntetőből (AFC Ajax 24 gól, FC Twente 5 gól, FC Groningen 1 gól) a holland bajnokságban. Így Ronald Koeman, Henk Groot és Willy van der Kuijlen után ő lett az Eredivisie történetének 4. játékosa akinek sikerült ennyi gólt szereznie büntetőből.[22]
- A bajnokság 10. fordulójában a csapat támadója, Klaas-Jan Huntelaar lejátszotta 250. tétmérkőzését az Ajax csapatában. Ezalatt összesen 153 gólt szerzett.
- A bajnokság 12. fordulójában Daley Blind lejátszotta 250. tétmérkőzését az Ajax csapatában.
- Csapat rekord ǃǃǃ A bajnokság első 13 fordulójában az Ajax összesen 51 gólt szerzett, ami történetük során az eddigi legtöbb. Az eddigi rekordjuk 49 gól volt amit még az 1966/67-es szezonban értek el. Eredivisie rekord 13 fordulót követően: Feyenoord 53 gól (1960/61), PSV Eindhoven 52 gól (1986/87), Ajax 51 gól (2020/21)
- A Bajnokok Ligája csoportkör utolsó forduójában (Ajax-Atalanta 0:1) az Ajax csapata lejátszotta története 450. európai kupamérkőzését.
- REKORD IGAZOLÁS ǃǃǃ Az Ajax januárban leigazolta az elefántcsontparti támadót,Sébastien Hallert az angol West Ham United csapatától 22,5 millió euróért. Ő lett az Ajax eddigi legdrágább igazolása és az Eredivisiebe érkező eddigi legdrágább játékos.[23]
- A bajnokság 16. fordulójában (Twente-Ajax 1:3) az Ajax két játékosa, André Onana és Davy Klaassen is 200. tétmérkőzését játszotta le az Ajax csapatában.
- Klaas-Jan Huntelaar a Twente elleni idegenbeli mérkőzésen (16. forduló) a 89. percben lépett pályára és utána 2 gólt szerzett. Ő lett az első játékos az Eredivisie történetében, aki két gólt is tudott szerezni miután a 89. percben állt be.[24]
- A bajnokság 17. fordulójában az Ajax megszerezte 60. Eredivisie-győzelmét a Feyenoord ellen. A koronavírus-járvány miatt októbertől nem lehettek nézők a mérkőzéseken, így ez volt az első De Klassieker tétmérkőzés amit nézők nélkül rendeztek meg. A mérkőzésen az Ajax játékosa, Ryan Gravenberch lőtte az egyetlen gólt, aki a mérkőzés napján 18 éves és 264 napos volt. Így 2013. januárja óta ó a legfiatalabb gólszerző ezen a rangadón.
- A bajnokság 17. fordulójában a Feyenoord legyőzésével Erik ten Hag megszerezte 100. győzelmét tétmérkőzéseken az Ajax edzőjenként.
- A holland kupa 2. fordulójában az AZ Alkmaar ellen ismét a nyáron visszatért 38 éves kapus, Maarten Stekelenburg védte az Ajax kapuját. Utoljára majdnem 10 éve, 2011 márciusában, egy Európa Liga mérkőzésen állt az Ajax kapujában.
- A holland kupa 22. fordulójában a Heracles Almelo ellen az Ajax kapuját Maarten Stekelenburg védte. A mérkőzés napján 38 éves és 145 napos volt, így ő lett az Ajax történetének legidősebb játékosa a bajnokságban. Az eddigi rekordot 1989 óta Arnold Mühren tartotta.[25]
- Az idei szezonban az Ajax és a PSV Eindhoven összesen 3 mérkőzést (De Topper) játszott egymás ellen (2 bajnoki és 1 kupa). Az Ajax egyik mérkőzésen sem szenvedett vereséget. Utoljára 41 évvel ezelőtt (1979/80-ban) fordult elő, hogy egy szezonon belül legalább 3 tétmérkőzést játszottak egymás ellen és egyszer sem tudott nyerni a PSV.
- EREDIVISIE REKORDOK ǃǃǃ A bajnokság 26. fordulójában az Ajax legyőzte a PEC Zwolle csapatát. Ez volt Erik ten Hag 100. bajnoki mérkőzése az Ajax edzőjeként és ezen belül a 78. győztes mérkőzése. A holland bajnokságban még soha egy edzőnek sem sikerült első 100 mérkőzésén egy csapattal ennyi győzelmet aratnia, így Erik ten Hag lett a csúcstartó. A másik rekord pedig az lett, hogy ezen a 100. mérkőzésen a csapat megszerezte Erik ten Hag irányítása alatt a 300. bajnoki gólját is ami szintén nem sikerült még egy edzőnek sem.
- Az EL-negyeddöntő első mérkőzésén az Ajax kikapott az AS Roma csapatától. Ezzel megszakadt a 24 mérkőzés óta tartó veretlenségi sorozata ami 1994-95-ös szezon óta az eddigi leghosszabb volt.[26]
- A bajnokság 29. fordulójában az RKC Waalwijk ellen a brazil támadó, David Neres pályára lépett 100. bajnoki és egyben 150. tétmérkőzésén az Ajax csapatánál.
- A bajnokság 30. fordulójában (Ajax-AZ 2ː0) a marokkói válogatott, Noussair Mazraoui pályára lépett 100. tétmérkőzésén az Ajax csapatában.
- A bajnokság 31. fordulójában a holland válogatott kapus, Maarten Stekelenburg pályára lépett 200. Eredivisie és 300. tétmérkőzésén az Ajax csapatában. Az Ajax ezen a mérkőzésen szerezte meg hivatalosan is a bajnoki címet, így Stekelenburg – 38 évesen és 223 naposan – lett az Ajax történetének eddigi legöregebb bajnoka.
- A bajnokság 33. fordulójában az Ajax csapata lejátszotta sorozatban az 1850. olyan mérkőzését amikor legalább 1 játékosuk szerepelt a kezdőcsapatban az akadémiáról ǃǃǃ Az utolsó fordulóban a Vitesse ellen szintén volt ilyen játékos a kezdőben, így az volt sorozatban az 1851. ilyen mérkőzése a csapatnak.[27]

### Eltiltás
- Februárban az UEFA dopping miatt 1 évre eltiltotta az Ajax elsőszámú kapusát, a kameruni válogatott André Onanat. Október 30-án elvégzett doppingteszten lett pozitív az eredménye. A csapat közleménye szerint Onana nem érezte magát jól és véletlenül rossz gyógyszert vett be.[28]

### Csapaton belüli hiba
- Minden csapatnak akik tavasszal az Európa Ligában folytatták, januárban le kellett adni egy listát amin azok a játékosok szerepelnek akik a keret tagjai lesznek. Az Ajax által leadott listára valami oknál fogva nem került fel a januárban rekordösszegért igazolt támadó, Sébastien Haller neve. Így ő nem szerepelhetett az Európa Liga mérkőzéseken.

### Elmaradt mérkőzés
- A bajnokság 21. fordulójában a rossz időjárás miatt minden február 7-re kiírt – vasárnapi – mérkőzést elhalasztottak, többek között az Ajax – FC Utrecht összecsapást is. Ezen mérkőzést végül április 22-én játszották le.